# Prato Nevoso

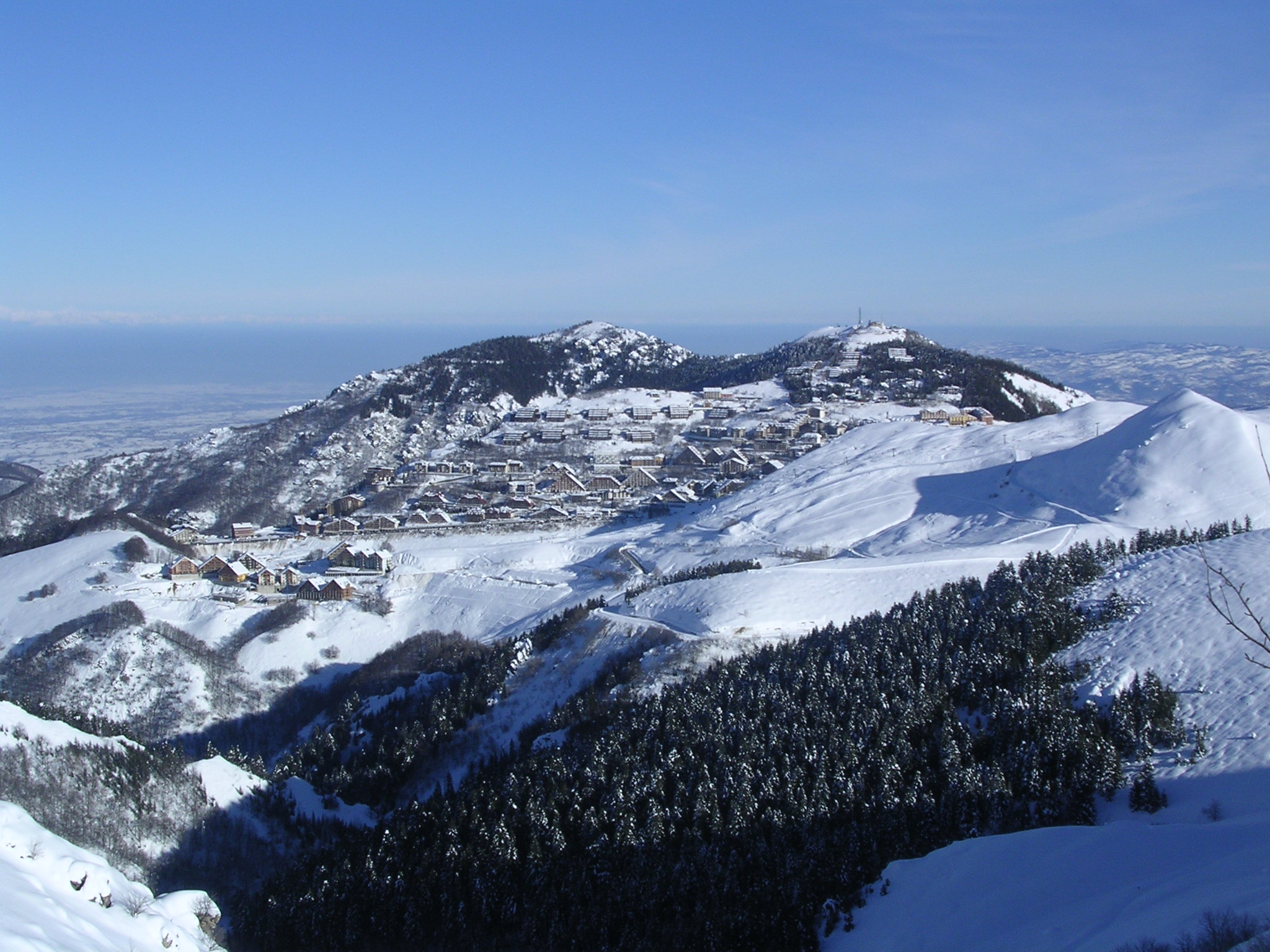
Celkový pohled na Prato Nevoso.

Prato Nevoso (také Pratonevoso) je lyžařské a rekreační středisko v severní Itálii; v oblasti Piemont, provincii Cuneo. Leží v Přímořských Alpách v nadmořské výšce 1 480 m n. m. Prato Nevoso má výhodnou polohu vzhledem k Turínu a Janovu (vzdálenost od obou měst je menší než 140 km), navíc je dobře přístupné díky dálnici A6.
Lyžařské středisko bylo založeno až v 60. letech 20. století. V následujících letech pak zaznamenalo mohutný rozvoj. Středisko má v dnešní době kapacitu okolo 1 000 hotelových lůžek.
V letech 1996 a 2000 bylo Prato Nevoso svědkem dojezdu etap cyklistického závodu Giro d'Italia, v roce 2008 zde bude končit 15. etapa Tour de France.